# Metatrophis margaretae
Metatrophis margaretae är en mullbärsväxtart som beskrevs av Forest Brown. Metatrophis margaretae ingår i släktet Metatrophis och familjen mullbärsväxter. Inga underarter finns listade i Catalogue of Life.